# جلم ماء تاونسند
جلم ماء تاونسند (الاسم العلمي: Puffinus auricularis) هو نوع من فصيلة طيور بترل.